# 福田太郎八

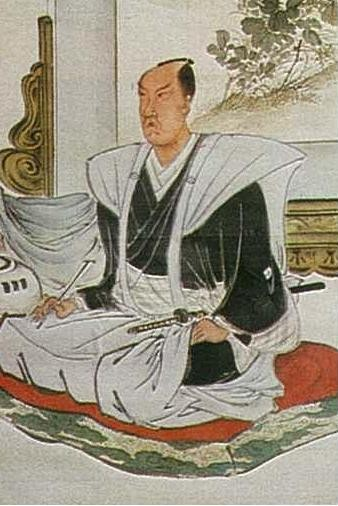
福田太郎八（『太田新田開拓史』）

福田 太郎八（ふくた たろはち、1833年（天保4年）3月 - 1878年（明治11年）9月16日）は、江戸時代後期の地方人士（名望家）。幸周（ゆちきか）の諱もあるが、一般には太郎八の呼び名で知られる。家紋は四つ目菱。美濃国（岐阜県）出身。

## 経歴・人物
美濃国加茂郡太田村（現・岐阜県美濃加茂市太田町）にて福田家第17代当主・幸哉の長男として生まれる。福田家は、慶長から名字帯刀を許可されたこの地方屈指の名門であり、中山道太田宿本陣、宿村取締役、総年寄、庄屋、木曽川留木裁許役として地方政治の重要な地位を占めていた。
幸周が社会に出て活躍し始めたのは、嘉永6年（1853年）、21歳のときに父の死去によって家督を継いで第18代当主となってからである。
幸周の思想と行動は、上を敬って奉公を第一に思い、下を慈しむ東洋道徳の精神を体得し、社会の弊害を取り除いて苦難から人民を救い、かつ人民に大きな利益を与えるために自らの資材を投じて自治、民政、産業、教育、慈善救済の他分野にわたって地方自治に奔走した。途中、明治維新の改革による数々の制度が移りゆく中でも、その志操は変わることなく益々固く、この地方に数々の功績を残した。

## 業績

### 溜池の築造
太田村一帯は、元来土地が高くて湿気が少なく、眼前に流れる木曽川の水も利用できなかったため、水利に乏しかった。そのため、わずか数日間の日照りで水田に亀裂が入り、作物は枯死して穀物が実らず、村民は苦しんでいた。
幸周は、朝廷や藩主への年貢が納められないことに憤り、またこの村民の困窮を救済するために用水溜池を築造して永久に干害を防ぐ計画を企てて築造工事に着手した。この築造工事を経て完成した灌漑用溜池は、太郎洞池、加賀池、矢田池、御手洗池の溜池である。これらの面積累計は約67,300坪、使用延人員は32,946人、所要工事費は3,939両であり、この工事費のすべてを幸周が投じた。
中でも太郎洞池は、着手から完成まで約2年（元治元年（1864年）から慶応2年（1866年））の歳月を要し、面積約50,000坪、2,800両の工事費を要し、加えて18人の犠牲者を出した難工事であった。途中、慶応元年（1865年）5月、この地方が数回に亘って豪雨に見舞われ、木曽川が氾濫して太田村のほとんどが大洪水となった。福田家も2尺の床上浸水となったが、幸周は自宅の後片付けを家族に任せ、自らは工事現場に直行してあらゆる手段をとってことなきを得た。こうして完成した池のほとりには、祠が造られ水神を祀って、完成式典が行われた。そのときの奉納札に次の文がある。
これら溜池の築造によって太田村の水田約150町へ水の供給が可能になり、以降太田村は一変して長く旱魃の惨害から免れて豊作が相次ぎ、鼓腹撃壌の楽土となった。村民一同は、幸周の徳を慕い、その功績に対して深く厚く感謝し、全村民423名が連署して「當村未曾有ノ大功業ヲ戴キ村中一統喜悦ノ至リニ御座候、永ク貴殿ノ誠實ヲ仰ギ後年迠モ旱魃相凌ギ田方ノ相續繁昌可仕ヲ無高小作人ニ至ル迠村中一同難有仕合ニ奉存候」なる文書を幸周に差し出した。
なお、幸周が築造した4つの溜池の概要は以下のとおりである。
- 太郎洞池 - 面積約50,000坪、工事費2,883両、使用延人員34,000人、犠牲者18人
- 加賀池 - 面積約10,000坪、工事費576両、使用延人員4,863人
- 矢田池 - 面積約2,500坪、工事費222両
- 御手洗池 - 面積約4,500坪、工事費258両

### 貧民救済と土地の開拓
明治元年前後、美濃国武儀郡牧谷(現・美濃市)の諸村は連年凶作に見舞われた。村は食糧難となり、村民は草木を食して飢えを凌ぐほどまでに陥り、窮乏のあまり土地を後にして離散する者が相次いだ。この現状を知った領主の尾張藩主・徳川慶勝は深くこれを哀しみ、老臣・田宮如雲を介して幸周に救済方策を相談した。そこで幸周は考えた挙句、自己の所有する不毛の荒野に窮民を移住させ、開墾して将来は自立させるという案を企てて直ちに実行した。
窮民は、古くから牧谷地方で行われてきた和紙づくりを行ったが、農業に精通する者が少なかったため、幸周が耕作のやり方と教え、さらに住宅、衣食、農具を与えるなどした。さらに、自らが檀家・氏子である寺社の使用を許可するなど手厚く援助した。また、この開墾地で収穫された農作物は耕作者の所得とし、年貢は開墾者に煩わせることなく幸周自らが負担した。
あるとき開墾者たちの間でこの土地を譲り受けるための相談がなされ、幸周に払い下げてもらうよう嘆願したところ、幸周は売価を買受人各自の自由、あるいはほぼ無償に近い売価で村民に分譲して提供した。

### 荒廃寺の救済と紛争の解決
太田村の隣村にある蜂屋村の臨済宗妙心寺派に属する名刹の経営が危うくなり、荒廃したことがあった。檀家が微力であったこともあって、収拾がつかなくなったとき、幸周は復興に役立てるようにと祠堂金として壱千圓を納めた。以後、この寺は福田氏に対して特別の尊敬を払い、現在も徳川4代将軍（家康、秀忠、家光、家綱）と藩主・徳川慶勝の位牌と共に、幸周の位牌を並列して祀っている。
太田村付近の村民は、村落で紛争が起こると競って福田家の門へ走り、幸周に解決策を求めた。特に、加茂・可児2郡全域と稲葉・武儀2郡の一部に亘って数々の紛争解決を行った。その際の不偏不党の精神と公明正大の態度は、常に双方に満足を与えるものであった。

### 学問の振興と養蚕の経営
幸周は、早くから青年教育の必要性を感じて邸内に学問所を設け、階上を読書室、階下を武道場として村内の青年・年少者の教育に尽力した。
そのほか養蚕事業の必要性を唱え、率先して模範を示した。これには尾張藩家老・田宮如雲とともに各務原の土地を開墾して桑園を造り、さらに灌漑用溜池を築造するなど他の地域経済発展にも尽力した。

### 勤皇思想
水戸勤王の浪士（水戸天狗党）が西上する際、率先して家に迎え入れて手厚くもてなした。その真心に対して天狗党の首相・武田耕雲斎は、記念として自らが愛用した兜を寄贈した。この兜は現在も同家の至宝となっている。

## エピソード
明治11年（1878年）7月、心臓脚気によって倒れた幸周は、安八郡藤江村（現・大垣市）の蘭方医・江馬氏に入院することになった。出立するときには、太田村民の大勢がお供をしたのだが、幸周が心血注いで育てた開墾地・太田新田からも屈強の若者が幸周を乗せた駕籠を担ぐなどしてお供をしたという。

## 太郎八神社
幸周の死から2年後の明治13年（1879年）、太田新田では生前の恩徳を敬慕し、神様として祀ることになり、福田家所有の山林を切り開き、切芝を積み上げて桧の木標に「太郎八大明神」と謹書して建立、祭壇を設けてお祭りを執行した。その後明治25年、白木桧造りで金具が光る社殿が造営されたが、この費用は福田家から寄進された。現在の拝殿は、明治34年に建立されたものだが、当時の太田新田住民56戸で54円30銭を募り、経費100円の不足分は福田家が負担した。
明治44年春、当時太田新田部落内にあった洲原神社、秋葉神社、津島神社を境内に合祀した。合祀記念として福田家よりお手鉢（石造）が寄進され、大正9年4月には真野氏（福田家番頭の末裔）より鳥居が、翌10年9月にも狛犬一対が寄進され、「太郎八神社」となり、大正12年4月2日、村社に昇格した。
祭礼は、村社に昇格する前は幸周の命日である9月16日を祭日として質素でありながら真心のこもった祭典が挙行されていたが、大正元年（1912年）、幸周が奨励してきた養蚕業のために10月16日に変更され、村社昇格後は本格的な祭典行事が執行されるようになった。

## 年譜
- 天保4年（1833年）3月、現在の岐阜県美濃加茂市太田町（美濃国）に生まれる
- 嘉永2年（1849年）一条忠良の皇女　寿名君が太田宿を通過する。
- 嘉永5年（1852年）尾張藩に御用金500両を納める。
- 嘉永6年（1853年）父・正順の死に伴い、福田家第18代当主となる。
- 安政元年（1854年）中蜂屋村の庄屋・岸常右衛門に年貢用として46両を貸す（無償提供）。
- 安政3年（1856年）尾張藩に御用金500両を納める。
- 万延元年（1860年）木曽川が氾濫（万延の大洪水）により太田村が浸水する。
- 文久元年（1861年）皇女・和宮親子内親王が徳川第14代将軍・家茂に輿入れするために中山道を通過。11月に太田宿本陣に宿泊する。
  - 灌漑用の溜池・加賀池の造成を始める。
- 文久2年（1862年）尾張藩に調達金1,000両を納める。
- 元治元年（1864年）11月29日、水戸天狗党が抜身の槍先に白紙を巻いて太田宿を通過。本陣にて主将・武田耕雲斎ら幹部を招いて一席の宴を設けて手厚く遇したことで、耕雲斎より兜を寄贈される（このとき、太田代官所上席手代の坪内平之進の末子・勇蔵（当時6歳）が、袖なし陣羽織を着て一行を眺めていたところ、一行の中年武士が近づいて頭をなで「大きくなって偉い人になれ」と言い残して去って行ったという。この勇蔵少年が後の坪内逍遥となる）。
  - 太郎洞池の築造を始める。
  - 尾張藩に長州征伐の軍用金400両を納める。
- 慶応元年（1865年）加賀池の築造工事が完成する。（面積約10,000坪、工事費576両、使用延人員4,863人）
- 同年5月、木曽川が氾濫（慶応の大洪水）により太田村が浸水する。
- 慶応2年（1866年）太郎洞池の築造工事が完成する。（面積約50,000坪、工事費2,883両、使用延人員34,981人、犠牲者18人）
- 慶応4年（1868年）8月太田村においても草薙隊が募集される。
  - 尾張藩主及び老臣より武儀郡牧谷八郷の救済方法の相談を受ける。
  - 尾張藩に討幕の軍用金380両を納める。
- 同年8月、非常守の辞任願を提出する。
- 明治元年（1868年）牧谷八郷から集団移民を受け入れる。
- 明治3年（1870年）宿駅の本陣が廃止される。
- 明治11年（1878年）蜂屋村の瑞林寺に祠堂金1千円を納める。
  - 7月、心臓脚気により倒れ、安八郡藤江村の江馬氏に入院する。
  - 9月16日、死去。
- 昭和3年(1928年) 正五位を追贈される[1]。